# Пунтяска
Пунтяска — річка  в Україні (Чернівецька область, Глибоцький район) та Румунії. Ліва притока Петріміаси (басейн Дунаю).

## Опис
Довжина річки приблизно 4 км. Формується з багатьох безіменних струмків.  

## Розташування
Бере  початок на південному сході від села Корчівці. Тече переважно на південний схід через українсько-румунський кордон і у комуні Фретеуцій-Ной впадає у річку Петріміасу, ліву притоку Сучави.